# Arenas de San Juan (kommunhuvudort)
Arenas de San Juan är en kommunhuvudort i Spanien.   Den ligger i provinsen Provincia de Ciudad Real och regionen Kastilien-La Mancha, i den centrala delen av landet, 130 km söder om huvudstaden Madrid. Arenas de San Juan ligger 629 meter över havet och antalet invånare är 1 083.
Terrängen runt Arenas de San Juan är platt åt sydost, men åt nordväst är den kuperad. Runt Arenas de San Juan är det ganska glesbefolkat, med 32 invånare per kvadratkilometer. Närmaste större samhälle är Villarrubia de los Ojos, 9,1 km väster om Arenas de San Juan. Trakten runt Arenas de San Juan består till största delen av jordbruksmark.